# Cloud Peak Glacier
Der Cloud Peak Glacier ist ein Gletscher in den Bighorn Mountains im zentralen Norden des US-Bundesstaates Wyoming. Er liegt in einem Kar unmittelbar nordöstlich des Cloud Peak, dem höchsten Berg der Gebirgskette, auf einer Höhe von ca. 3600 m und befindet sich innerhalb der Cloud Peak Wilderness des Bighorn National Forest. Der Cloud Peak Glacier entwässert sich in den östlich gelegenen Glacier Lake und über die Seen Sapphire Lake und Diamond Lake in den South Piney Creek und später in den Powder River. Er ist der letzte verbliebene Gletscher in den Bighorn Mountains.
Im Zuge des weltweiten Gletscherschwundes verliert auch der Cloud Peak Glacier seit mehreren Jahrzehnten deutlich an Fläche und wird voraussichtlich bis zum Jahre 2034 vollständig verschwunden sein. Innerhalb eines Jahrhunderts zwischen 1905 und 2005 hat sich auch das Volumen des Gletschers erheblich verringert, von geschätzt 14.300.000 m³ im Jahr 1905 auf 2.200.000 m³ im Jahr 2005.

## Belege
1. ↑  Geonames. Abgerufen am 8. Januar 2024.
2. ↑  Map | Natural Atlas. Abgerufen am 8. Januar 2024.
3. ↑  Rahn, Perry H.; Charles Michael Ray; Michael W. Rahn: The Last Glacier in the Bighorns. Hrsg.: The Professional Geologist. American Institute of Professional Geologists. Nr. 43, April 2006, S. 43–46.